# Here Comes My Girl (Cougar Town)
«Here Comes My Girl» es el noveno episodio de la comedia estadounidense Cougar Town.

## Trama
Jules planea una cena romántica para dos contraproducentes para Día de Acción de Gracias. Travis muestra a su novia Kylie a todos, Jules le da consejos a Travis y Kylie sobre control de natalidad. Bobby y Grayson se llevan bien con un interés común.

## Recepción

### Ratings y audiencia
En su emisión original, "Here Comes My Girl" fue visto por 5.53 millones de espectadores de América y obtuvo una clasificación de 1.9/6. Sin embargo, como una disminución espectacular en los índices de audiencia de la serie se podría explicar ya que este episodio había salido al aire en víspera de Acción de Gracias, dónde muchos shows tuvieron éxitos bajos.

## Críticas
El episodio recibió críticas generalmente favorables. Joel Keller, de TV Squad, dijo que él se da cuenta "dos cosas sobre el show: cuanto más el show se concentra en el juego y menos en Jules, más divertido es" y que la serie tiene que tener "más interacción entre Courteney Cox y Dan Byrd," elogiando su actuación en este episodio.